# Jagged Alliance: Deadly Games
Jagged Alliance: Deadly Games (с англ. — «Разрушенный Альянс: Смертельные игры») — дополнение к игре Jagged Alliance, выпущенное в 1995 году.

## Игровой процесс
По сравнению с оригиналом, в игровой процесс Deadly Games было внесено несколько изменений. Исчезла стратегическая глобальная карта, и режим свободного перемещения был заменён набором миссий, расположенных в хронологическом порядке. В зависимости от действий игрока, сюжет может ветвиться, что создаёт стимул к повторному прохождению игры. Между миссиями игрок может менять состав команды наёмников, и их вооружение.

## Особенности
- Основным новшеством дополнения стал широкий ряд заданий, выдаваемых игроку штаб-квартирой. Теперь наряду с полным уничтожением вражеских отрядов появились задания по спасению заложников, минированию территорий и проникновению на специальные объекты. Такое разнообразие заданий заставляет игрока использовать больше различных тактических ходов и уделять больше внимания специализации своих бойцов. Все миссии необходимо пройти за ограниченное количество ходов.
- Искусственный интеллект противника был значительно доработан.
- Внесены новые виды вооружения и боеприпасов.
- Добавлена возможность многопользовательской игры с участием до четырёх игроков.
- Вместе с игрой поставлялся редактор карт и сценариев

## Сценарии и кампании, созданные игроками
Наибольшую известность и популярность приобрели 3 пользовательских кампании:
- «Секретная база Майкрософт» (MicroSoft's Secret Base)
  - Сюжет: компания Майкрософт захватила в заложники Линуса Торвальдса, чтобы он не помешал всемирному распространению и использованию системы Windows 2000. Только вы можете вызволить из заточения известного финского программиста.
- «Наркотики» (Drugs)
  - В этой кампании игроку противостоит наркобарон по кличке Скайорб (Skyorb). Помимо огромной преступной империи Скайорб имеет хорошо вооружённые отряды безопасности. Задача игрока — уничтожить наркобарона.
- «Сектор Х» (SectorX)
  - Сектор Х — обширный стратегически важный участок, которым владеет AIM. Многим не по душе нынешний хозяин Сектора и со всех сторон напирают враги, которых и необходимо остановить.

## Продолжение
В 1999 году компания Sir-Tech выпустила игру Jagged Alliance 2.

## Оценка
| Русскоязычные издания | Русскоязычные издания |
| Издание               | Оценка                |
| --------------------- | --------------------- |
| PRO Игры              | 87 %                  |